# Уругвай на літніх Олімпійських іграх 1952
Уругвай брав участь у Літніх Олімпійських іграх 1952 року у Гельсінкі (Фінляндія) ушосте за свою історію і завоював дві бронзові медалі.

## Бронза
- Академічне веслування, чоловіки — Мігель Сейхас і Хуан Родрігес.
- Баскетбол, чоловіки.